# جدية (قرية)

قرية جدية هي قرية تابعة لمحافظة درعا الريف الشمالي منطقة الجيدور تتوسط مدن الحارة غربا والصنمين شرقا وأنخل جنوبا وكفر شمس شمالا يشتهر أهلها بالطيب والكرم حالهم حال أهل حوران واهم المزروعات القمح والحمص والبقوليات كما قدم أهلها العديد من الشهداء أثناء الثورة السورية عام ٢٠١١ وتم تدميرها جزئيا من قبل قوات النظام البائد تحية لاهل جدية وأهل حوران جميعا الذين قدموا أرواحهم رخيصة فداء للوطن( الكاتب طلال الكلش تحية للجميع)